# Fyens Landmandsbank
Fyens Landmandsbank var en dansk bank, der havde hovedsæde i Odense.
Banken blev grundlagt 26. september 1902 med en aktiekapital på 500.000 kroner. Den havde som formål "ved frugtbargørelse af aktiekapitalen og de den betroede indlånsmidler at virke til agerbrugets, håndværkets, handelens og industriens fremme". Konsul Chr. Mogensen, der var en af Odenses betydelige industrifolk, var en af initiativtagerne. Også direktør N.J. Haustrup var fra 1920'erne involveret i banken.
Banken begyndte i det små i Vestergade 18, men købte i 1910 Vestergade 33 og flyttede hertil. I 1931 tabte banken mange penge på landbrugskrisen, men oplevede derefter fremgang. I 1950'erne anskaffede banken en bankbus, der betjente kunderne helt frem til 1992, ligesom der også kom filialer til i Dalum, Tarup, i Skibhuskvarteret og Nørre Lyndelse.
Navnet ændredes i 1984/1985 til Egnsbank Fyn. På dette tidspunkt ejede Sydbank en stor del af aktiekapitalen, men en begrænsning i stemmeretten gjorde det svært for Sydbank at overtage banken. Bestyrelsens plan om en fusion blev i første omgang nedstemt, men gennmførtes i 2002.
Sydbank fortsatte med at have en filial på Vestergade 33 frem til 2017.

## Direktører
- 1902-1932: H.H. Thomsen
- 1932-1965: Arnhold Christensen
- 1965-1984: Mogens Christensen